# Maluma
Juan Luis Londoño Arias (bolj znan kot Maluma), kolumbijski pevec, * 28. januar 1994, Medellín, Kolumbija.
Maluma je prejemnik Grammya in dveh AMA nagrad (ameriške glasbene nagrade).

## Kariera
Svoj prvi album z naslovom Magia je izdal 7. avgusta leta 2012. Leta 2015 je objavil svoj drugi studijski album z naslovom Pretty Boy, Dirty Boy, ki je postal številka 1 na Billboardovi listi latinskih albumov. Maluma je eden najpopularnejših reggaeton glasbenikov na svetu.
Vsak album, ki ga je izdal pod okriljem založbe Sony Music Latin, je dosegel prvo mesto na Billboard lestvici. 

## Diskografija

### Studijski album
- Magia (2012)
- Pretty Boy, Dirty Boy (2015)
- F.A.M.E. (2018)
- 11:11 (2019)

### Singli
- 2011 : Farandulera
- 2011 : Loco
- 2012 : Obsesión
- 2012 : Pasarla bien
- 2012 : Primer amor
- 2013 : Miss Independent
- 2013 : La temperatura
- 2014 : Addicted
- 2014 : La curiosidad
- 2014 : Carnaval
- 2015 : El Tiki
- 2015 : Borró cassette
- 2016 : El perdedor
- 2016 : Sin contrato
- 2016 : Cuatro Babys (feat. Bryant Myers, Noriel & Juhn)
- 2016 : Un polvo (feat. Arcangel, De La Ghetto, Bad Bunny & Nengo Flow)
- 2017 : Felices los 4
- 2017 : La bicicleta (Carlos Vives, Shakira y Maluma)
- 2017 : Corazón
- 2017 : E Ribeiro
- 2017 : GPS (:t. French Montana)
- 2017 : Vitamina (ft. Arcángel)
- 2017 : 23
- 2018 : El préstamo
- 2018 : Marinero
- 2018 : Mala mía
- 2019 : HP
- 2019 : Déjale Saber
- 2019 : 11 pm
- 2020 : Lo Que No Sabias (Ft. Reykon)
- 2020 : Djadja Remix, (Ft. Aya Nakamura).
- 2020 : Hawái.